# Choqok
Choqok ist eine Mikroblogging-Anwendung für die KDE Software Compilation 4 und läuft ab Version 1.6 mit dem KDE Frameworks 5.
Das Programm gilt als übersichtlich und schlicht, obwohl es vergleichsweise viele Funktionen beinhaltet.
Choqok wird von Mehrdad Momeny und Andrey Esin in der Programmiersprache C++ im Rahmen des KDE-Projektes entwickelt und als freie Software auch im Quelltext unter den Bedingungen von Version 3 der GNU General Public License (GPL) verbreitet.
Der Name ist das altpersische Wort für Sperling.

## Funktionen
Die Software unterstützt Twitter, Friendica und Identi.ca, sowie verschiedene Dienste zum Kürzen von URLs. Eine Vorschau für Bilder auf Twitpic und Videos auf YouTube ist ebenso vorhanden wie die Möglichkeit, Passwörter in KWallet zu speichern.